# 辻村寿三郎人形館
辻村寿三郎人形館（つじむらじゅさぶろうにんぎょうかん）は、広島県三次市にある資料館。
2013年10月開館。設置は三次市、管理・運営は一般社団法人寿三郎みよし。
寿三郎人形を見ることのできる唯一の常設館となっている。建物は国の登録有形文化財である旧三次銀行本店を活用。

## 概要
人形作家・辻村寿三郎(1933～2023)の作品を伝承・普及するための施設として、寿三郎の故郷広島県三次市に2013年に開館。延長1.4キロの石畳が整備された「みよし本通り商店街」内に位置し、近隣には三次もののけミュージアムがある。
年2回の企画展のほか、毎月第3日曜日にはギャラリートークを開催。作品の見どころ解説に加え、寿三郎の弟子である二代目辻村寿三郎(2021年襲名)による人形舞も鑑賞することができる。
元々は三次市歴史民俗資料館として開館したことから、2階展示室は三次の歴史民俗を紹介するコーナーを設けている。
建物は1927年(昭和2年)に建てられ、国の登録有形文化財にも登録されている旧三次銀行本店を利用。西洋風の石積み建築を模した鉄筋コンクリート造2階建ての建物となっている。

## 利用案内
- 開館時間 10:00 - 17:00(入館は16:30まで)
- 休館日 水曜日（祝日の場合は翌平日）・年末年始
- 入館料 一般：800円 学生：400円　中学生以下無料（※10名以上の団体の場合、一般：700円 学生：300円）

## アクセス
- JR芸備線 三次駅より徒歩15分
- 中国自動車道 三次ICより車で10分
- 尾道松江道 三次東より車で10分